# Tyburn Brook
Tyburn Brook é um afluente do rio Westbourne em Londres. Não tem qualquer relação com o rio Tyburn.
O nome do córrego deriva de Tyburn Tree, principal local de execuções públicas em Londres, entre os séculos XII e XVIII. A forca, por sua vez, herdou o nome da vila de Tyburn na qual estava localizada, a qual, por sua vez, foi batizada em homenagem ao rio Tyburn.